# Teatro Gobetti
Il Teatro Gobetti è un teatro situato a Torino. È la sede principale del Teatro Stabile di Torino.

## Storia
Nel 1828 un gruppo di amatori di teatro istituirono l’Accademia Filodrammatica di Torino, un’associazione amatoriale di studio dell’arte teatrale; allestirono la sede in una sala del "Palazzo Pallenzo" un edificio posto nella Contrada San Carlo (attuale via Alfieri): qui tenevano dibattiti e rappresentazioni teatrali aperte ad un ristretto pubblico su invito. L’associazione crebbe fino al punto di necessitare, nel 1839, di una sede più consona; la società acquisto, dunque, un terreno adibito a campo da trincotto (una variante della pallacorda) sito in  Contrada della Posta (attuale via Rossini) di fronte ai cancelli dei Giardini Reali. Diede poi l’incarico all’architetto Barnaba Panizza, il quale, però, lasciò il progetto incompiuto. Gli subentrò l’architetto ticinese Giuseppe Leoni, il quale era membro dell’accademia. I lavori di costruzione cominciarono nel 1840 e furono terminati in due anni: l’inaugurazione ebbe luogo la sera del 21 gennaio 1842 alla presenza del principe Vittorio Emanuele II, con la rappresentazione de "La Pia dei Tolomei", una tragedia di Carlo Marenco, membro anch’egli della società, e della commedia " Una visita a Bedlam" di Eugène Scribe . Nel novembre del 1847 il teatro fu sede della prima esecuzione assoluta del Canto degli italiani, composto dall'autore genovese Michele Novaro, secondo tenore e maestro dei cori dei teatri Regio e Carignano . 

Nel 1860 l’accademia viene sciolta e l’edificio rimane inutilizzato fino al 1881, quando l’amministrazione cittadina ne acquista la proprietà e ne destina i locali,al Liceo Musicale cittadino. Nel 1928 la scuola si trasferisce nella sede attuale di via Mazzini e il teatro diventa sede della "Casa del soldato", centro d’accoglienza e conforto per i militari di stanza in città. Nel secondo dopoguerra il Comune decide di ripristinarne l'originaria funzione, dedicando il teatro al critico teatrale e intellettuale antifascista Piero Gobetti; l’inaugurazione del ‘’Teatro Gobetti’’ ebbe luogo il 22 dicembre del 1945 con la rappresentazione della commedia Le miserie 'd Monsù Travet di Vittorio Bersezio . L'8 gennaio 1946 debutta il Woyzeck di Büchner con protagonista Raf Vallone e la regia di Vincenzo Ciaffi: con questo spettacolo nasce la compagnia il “Teatro sperimentale dell’Unione culturale”, che il 14-15 gennaio 1946 mette in scena ancora al Teatro Gobetti Nozze di sangue di Garcia Lorca e poi animerà i locali di Palazzo Carignano in uso all’Unione culturale presieduta da Franco Antonicelli con il nome di “Teatro dei Cento”.
Il 16 settembre 1954 il comune affida il Gobetti al Piccolo Teatro di Genova e Torino, una associazione formata dal Piccolo Teatro “Eleonora “Duse” di Genova affiancata ad una piccola compagine cittadina.. Un anno più tardi, il 27 maggio del 1955, il consiglio comunale di Torino presieduto dal sindaco Amedeo Peyron decreta la fondazione del Piccolo Teatro della Città di Torino, ponendo la sede nel Teatro Gobetti: l'inaugurazione avvenne il 3 novembre, con la rappresentazione della commedia Gl'innamorati di Carlo Goldoni, affiancata dall'atto unico di Alfred De Musset Non si può pensare a tutti. Sebbene fossero stati fatti piccoli interventi di ammodernamento e manutenzione, il teatro aveva bisogno di operazioni più importanti: nel 1956 furono affidati all'architetto Mario Augusto Valinotti i lavori di restauro dell’edificio. Nel 1984, dopo i fatti del Cinema Statuto, il teatro venne ritenuto non idoneo alle norme di sicurezza e fu chiuso. Dopo  diversi anni di stallo, il 23 maggio 1995 la giunta comunale presieduta dal sindaco Valentino Castellani delibera lo stanziamento di 10,88 miliardi di lire tramite mutuo con la cassa depositi e prestiti. I lavori, affidati agli architetti Luigi De Abate e Maria De Abate, ebbero inizio nel 1998 e, seppur subendo qualche ritardo, furono terminati nel 2001: l’inaugurazione avvenne il 18 aprile con l’opera La ragione degli altri di Luigi Pirandello, prodotta dalla compagnia del Teatro Stabile di Torino in collaborazione con il Teatro Stabile dell'Umbria. Nel 2016 furono affidati allo "Studio De Ferrari" i lavori per il restyling dell'atrio e della hall del teatro.

## Architettura
Progettato dall'architetto ticinese Giuseppe Leoni, ispirato anche dall'idea iniziale del primo progettista Barnaba Panizza, l’edificio neoclassico è uno dei pochi esempio di struttura teatrale del primo Ottocento pervenutaci sostanzialmente integra . Le proporzioni particolari dell’edificio son dovute al terreno su cui sorge, destinato precedentemente ad un campo da gioco per la pallacorda.

### Facciata
La facciata dell’edificio di tre piani è composta da un basamento a bugnato piatto, con tre ingressi, su cui poggiano 6 lesene scanalate di ordine corinzio che alternano 5 finestre sormontate da timpani, di cui tre balaustrate in marmo. Sul fregio all’ultimo piano v’era l’incisione, oggi eliminata, “’’Accademia Filodrammatica’’” .

### Lapide Commemorativa
Nel 1929 l’edificio era sede della “casa del soldato”. La presidentessa dell’epoca, Idelgarda Ocella, propose di affiggere una lapide dedicata alla commemorazione della prima esecuzione assoluta del Canto degli Italiani, avvenuta proprio in quell’edificio. La Regia Sovrintendenza alle Arti, la Municipalità e il podestà Paolo Thaon di Revel approvarono la delibera per l'esecuzione e il 15 giugno 1930, il frontone della finestra centrale venne rimosso per far spazio alla posa della lapide. La lastra in marmo, opera dello scultore Edoardo Rubino, è composta da un medaglione in bronzo rappresentante il ritratto di Goffredo Mameli sovrastante l’incisione:

RISUONÒ PER LA PRIMA VOLTA

L’INNO PROFETICO

DI

GOFFREDO MAMELI

QUÌ LO RISVEGLIANO

IN LETIZIA DI SPIRITO E DI CUORE

ARDITAMENTE

I SOLDATI D’ITALIA

### Interni
Il foyer è composto da diverse sale. L’anticamera della sala teatrale è di forma ellittica, con il soffitto che originariamente recava un affresco dipinto da Luigi Vacca rappresentante una figura allegorica dell’Italia e diversi puttini e ritratti di personaggi piemontesi illustri. 
 La sala delle rappresentazioni è di pianta rettangolare con fondo semicircolare. Le pareti sono ritmicamente scandite da 24 lesene ioniche che intervallano i ritratti delle nove muse dipinte dal pittore piemontese Pietro Ayres, sormontati da archivolti con scolpiti, dentro un corone di alloro e quercia, le effigi di alcuni autori italiani e stranieri. La porta d’ingreesso, centrale, è invece sovrastata da una lastra di marmo ornata con un ritratto in bassorilievo della direttrice dell’accademia all’epoca della costruzione del teatro, Carlotta Marchionni, eseguito dallo scultore Stefano Butti; sotto il ritratto v’è l’incisione:
A CARLOTTA MARCHIONNI

ATTRICE SOPRA OGNI ALTRA VALOROSA

L’ACCADEMIA FILODRAMMATICA

NEL CHIAMARLA SUA REGGITRICE E MAESTRA

QUESTA LAPIDE

A RICORDO NON PERITURO

QUI

ORDINAVA COLLOCARSI
La disposizione dei posti a sedere è mutata diverse volte, passando dai tre ordini originari ai due, divisi centralmente, del XX secolo, fino ad arrivare, dopo la riprogettazione del 2001, ad un unico ordine, centrale, con tribunetta rialzata in fondo sala (opera che ha destato inizialmente qualche critica ). I tessuti del tendaggio e dei sedili sono blu.

### Palco
Il palco, largo 11,60 m. e profondo 9,80 m. (di cui 7,35 m. di boccascena) è dotata di una torre scenica alta 7,60 m. Il proscenio è ornato da quattro lesene, un soffitto a cassettoni scolpiti e quinte ornate con emblemi musicali.

## Rappresentazioni
Il teatro fu sede della prima assoluta di:
- Canto degli italiani di Goffredo Mameli (dicembre 1847)

Fu, inoltre, la sede della prima rappresentazione in Italia di:
- The Brig, spettacolo del Living Theatre (16 marzo 1965)